# Xã Center, Quận Starke, Indiana
Xã Center (tiếng Anh: Center Township) là một xã thuộc quận Starke, tiểu bang Indiana, Hoa Kỳ. Năm 2010, dân số của xã này là 6.229 người.